# Marlon Harewood
Marlon Anderson Harewood (n. 25 august 1979, Londra, Regatul Unit) este un jucător englez de fotbal care evoluează pe postul de atacant la clubul Blackpool FC. Și-a început cariera la Nottingham Forest, a fost împrumutat la clubul finlandez FC Haka, a fost transferat la West Ham United în 2003, apoi la Villa în 2007 până în 2010 unde l-a luat Blackpool FC.